# Тар (пустыня)
Тар (хинди थार मरुस्थल, Тхар) — пустыня на северо-западе Индии и юго-востоке Пакистана. Площадь — около 446 тыс. км²: пустыня простирается в длину на 850 км, а в ширину — на 485 км. Бо́льшая часть территории пустыни приходится на индийский штат Раджастхан (округа Биканер, Чуру, Ганганагар и Ханумангарх), пустыня захватывает также южную часть штатов Харьяна и Пенджаб и север Гуджарата. В Пакистане пустыня простирается на восточную часть провинции Синд и юго-восточную часть пакистанского Пенджаба, где она носит название пустыня Холистан. Продолжением пустыни Тар является пустыня Тхал, находящаяся в пакистанской провинции Пенджаб.
Климат тропический; осадков от 90 мм в год на западе до 200 мм на востоке (выпадают во время летнего муссона). Часты пыльные бури. В понижениях между грядами небольшие озёра, солончаки и такыры. Грунтовые воды обильные, местами засолённые. Растительность изреженная — псаммофильные кустарники (лептадения, каппарис, джузгун); встречаются акации, жесткотравье. Пастбищное животноводство. В оазисах и по долине реки Инд — орошаемое земледелие.

## Рельеф и описание границ
В Индии границами пустыни Тар являются: на северо-западе — река Сатледж; на северо-востоке — хребет Аравалли, на юге — солончаки Большого Качского Ранна (которые иногда включают в пустыню Тар), на западе — рекой Инд. Северная граница — с колючекустарниковыми степями — плохо выражена. В Пакистане основной пустынный район — Тарпаркар, что фактически означает «другая сторона пустыни Тар». На западе Паркар является орошаемой территорией, в то время как на востоке это абсолютно безводная пустыня. Осадков здесь выпадает 100—500 мм в год, в основном с июля по сентябрь.
Пустыня Тар относится к типу песчаных пустынь субтропического пояса на севере и тропического — на юге. В целом, территория равнинная, понижающаяся к долине Инда и солончакам Качского Ранна, с перепадом высот с востока на запад 175 м (средняя высота 100—200 м, у подножия Аравалли 350—450 м). В геолого-геоморфологическом отношении пустыня Тар связана с древней долиной Инда, которая приурочена к области обширного предгорного прогиба между западной окраиной плато Декан (хребет Аравалли) и восточной окраиной Иранского нагорья (Мекранские и Сулеймановы горы).
Пустыня сложена песками аллювиального, морского или эолового происхождения, перекрывающими древние песчаники, которые местами выходят на поверхность.
Дюны Тар подразделяются на три типа — продольно параболические, поперечные и барханы. Первый тип характерен для южной и западной части пустыни Тар. Поперечные дюны, выровненные направлением ветра, на востоке и юге Тар, а барханы преимущественно располагаются в центральной части Тар. Дюны на юге пустыни выше, возвышаясь иногда к 152 м, тогда как на севере они ниже и возвышаются на 16 м выше уровня земли.
В пустыне Тар можно выделить две основные полосы дюн, идущих вдоль индо-пакистанской границы. Первая (шириной от 50 до 100 км) идет южнее индийского городка Анупгарх, и большая часть её поверхности покрыта высокими песчаными дюнами (10-15 м), вытянутыми с северо-востока на юго-запад в виде продольных песчаных гряд. Вторая полоса (шириной от 75 до 125 км) покрыта невысокими песчаными дюнами либо песчаными полями. Она простирается между хребтом Аравалли и условной линией, соединяющей города Ранивара, Балотра, Нагаур и Сикар. Между этими двумя поясами низких дюн на востоке и высоких на западе лежит территория, представляющая собой многочисленные невысокие плато, усеянные галькой. Эти плато также разделены между собой дюнами.

## Климат
Климат пустыни Тар сухой, субтропический континентальный. Тепловые ресурсы значительны. Суммарная годовая солнечная радиация колеблется от 200 до 220 ккал/кв. см, что равно суммарной годовой солнечной радиации самых жарких частей Сахары и пустыни Мохаве. В летний период среднесуточная максимальная температура, как правило, составляет 40° С, в зимний период +22…28° С. Средняя минимальная температура варьирует от 24° С летом до 4° С зимой.
При полной безоблачности в ночное время возникают сильные суточные колебания температур. Летом эти колебания составляют около 14,5°, зимой — 18,5°. Годовая амплитуда колебаний средних месячных температур достигает 22,9° в Ганганагаре, 20,3° в Биканере. Абсолютный максимум в Ганганагаре +50°. Средняя величина относительной влажности воздуха составляет 36-50 % летом и 66-78 % в период муссонов в утренние часы. Испаряемость высокая, составляет свыше 3 тыс. мм в год.
Среднегодовое количество осадков варьирует от 105 на западе до 500 мм на востоке. Распределение осадков носит неравномерный характер: большинство их приходится на период с июля по сентябрь. Количество осадков падает к западу. В наиболее засушливых районах осадки могут отсутствовать до 2 лет. В мае-июне часты пыльные бури, приносящие ливневые осадки и резко снижающие температуру. Их число и интенсивность уменьшаются к востоку. Наибольшее число пыльных бурь приурочено к июню на северо-западе и к маю на юге и юго-востоке. В Ганганагаре за год песчаные бури бывают в среднем 27 дней, а в Биканере — 18 дней.

## Гидрография

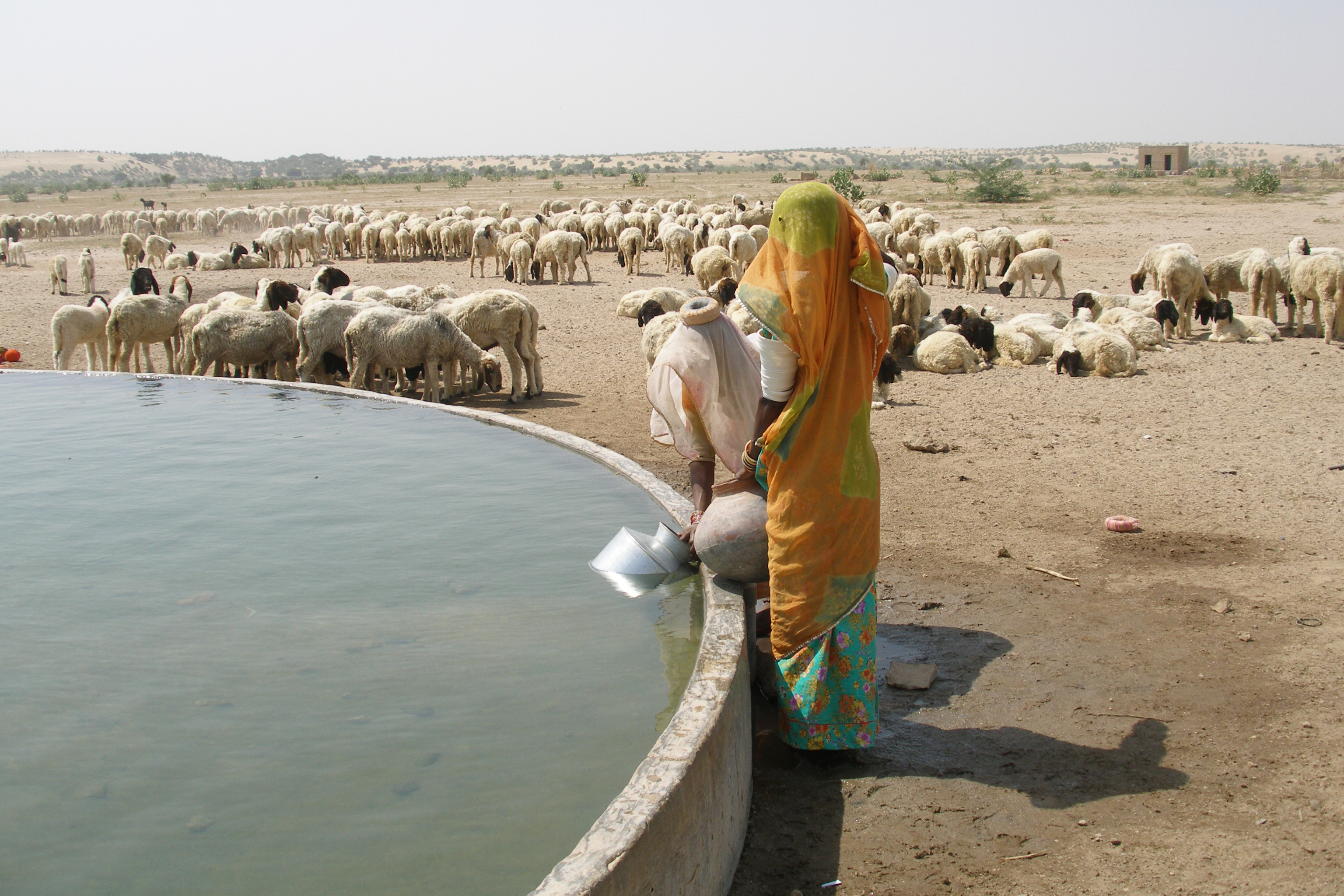
Стадо овец рядом с источником

В результате неустойчивого количества атмосферных осадков источники поверхностных вод практически отсутствуют. Подземные воды, которых также недостаточно, залегают слишком глубоко от поверхности (30-120 м). Большая часть этих вод непригодна для водоснабжения. В пониженных участках возможно нахождение соленых озёр и солончаков. Работающие артезианские скважины существуют только в некоторых районах.
Около 24 % территории получает питьевую воду и воду на орошение из канала Раджстхан им. Индиры Ганди. Дефицит воды — главная угроза сельскохозяйственному производству. В Раджастхане единственная река, пересекающая пески — Луни, начинается в долине Пушкар с отрогов хребта Аравалли, а заканчивается в солончаках Большого Качского Ранна в Гуджарате. Другая река с переменным стоком в Индии — Гхаггар — бывает полноводной только после муссонных ливней. Она пересекает штаты Пенджаб и Харьяну и кормит два оросительных канала, простирающиеся в Раджастхан.

## Происхождение пустыни
По поводу происхождения пустыни Тар до сих пор ведутся споры. Одни ученые полагают, что возраст пустыни до 1 млн лет, хотя некоторые утверждают, что аридность в регионе появилась гораздо раньше.
Согласно другой версии эти территории стали пустыней совсем недавно — 5-2 тыс. лет до н. э., когда Гхаггар перестал быть главной рекой. Сейчас эта река заканчивается в пустыне Чолистан, но некогда она втекала в Аравийское море и называлась Сарасвати. Это был центральный водоток для Мохенджо-Даро — центра цивилизации Индской долины. Данные спутникового зондирования позволяют утверждать, что неотектонические движения и климатические изменения в конце четвертичного периода сыграли значительную роль в трансформации русел водотоков этого региона.
Согласно третьей гипотезе, пустыня Тар преимущественно антропогенного происхождения.

## Галерея

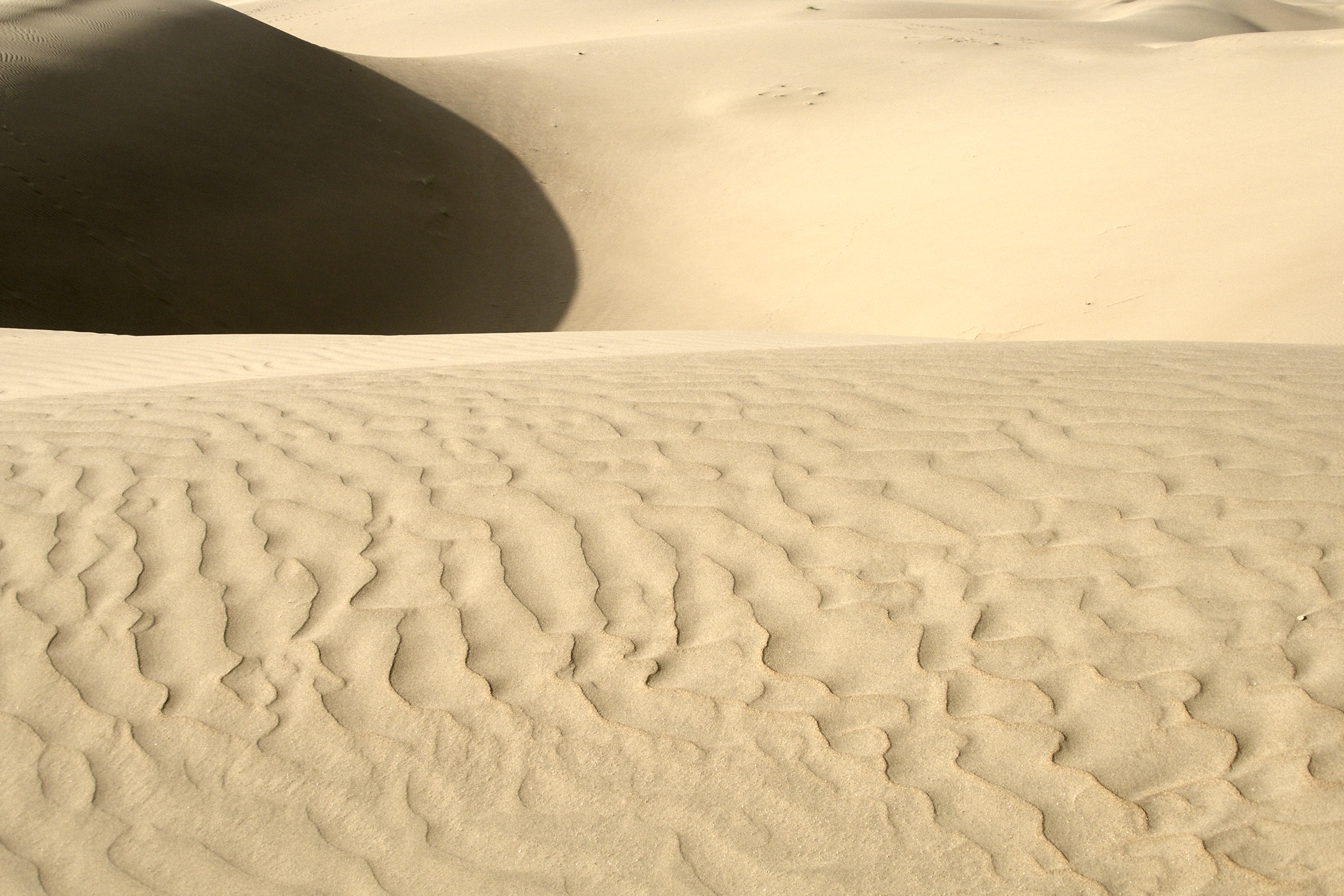
Песочные дюны в пустыне
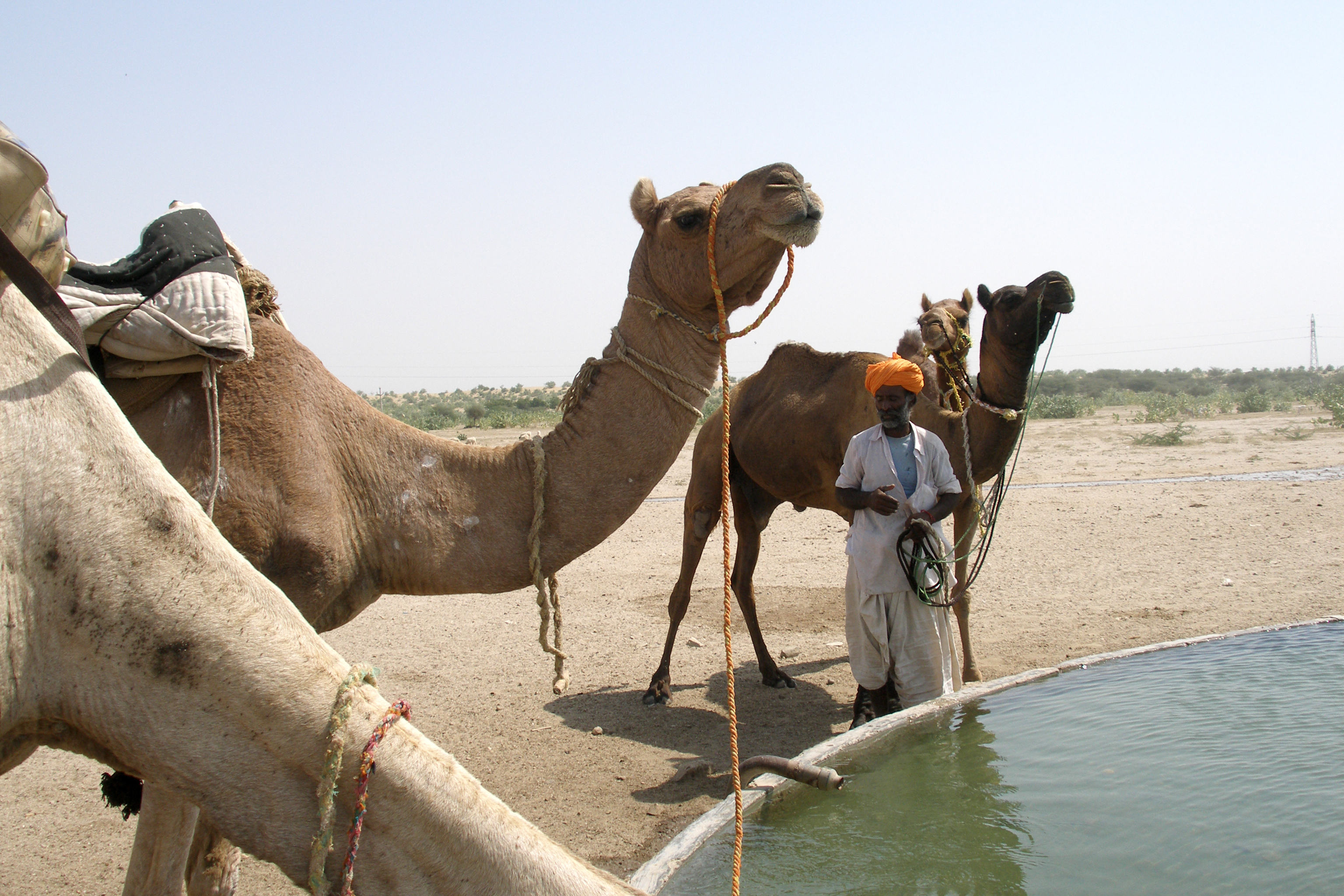
Верблюды рядом с источником
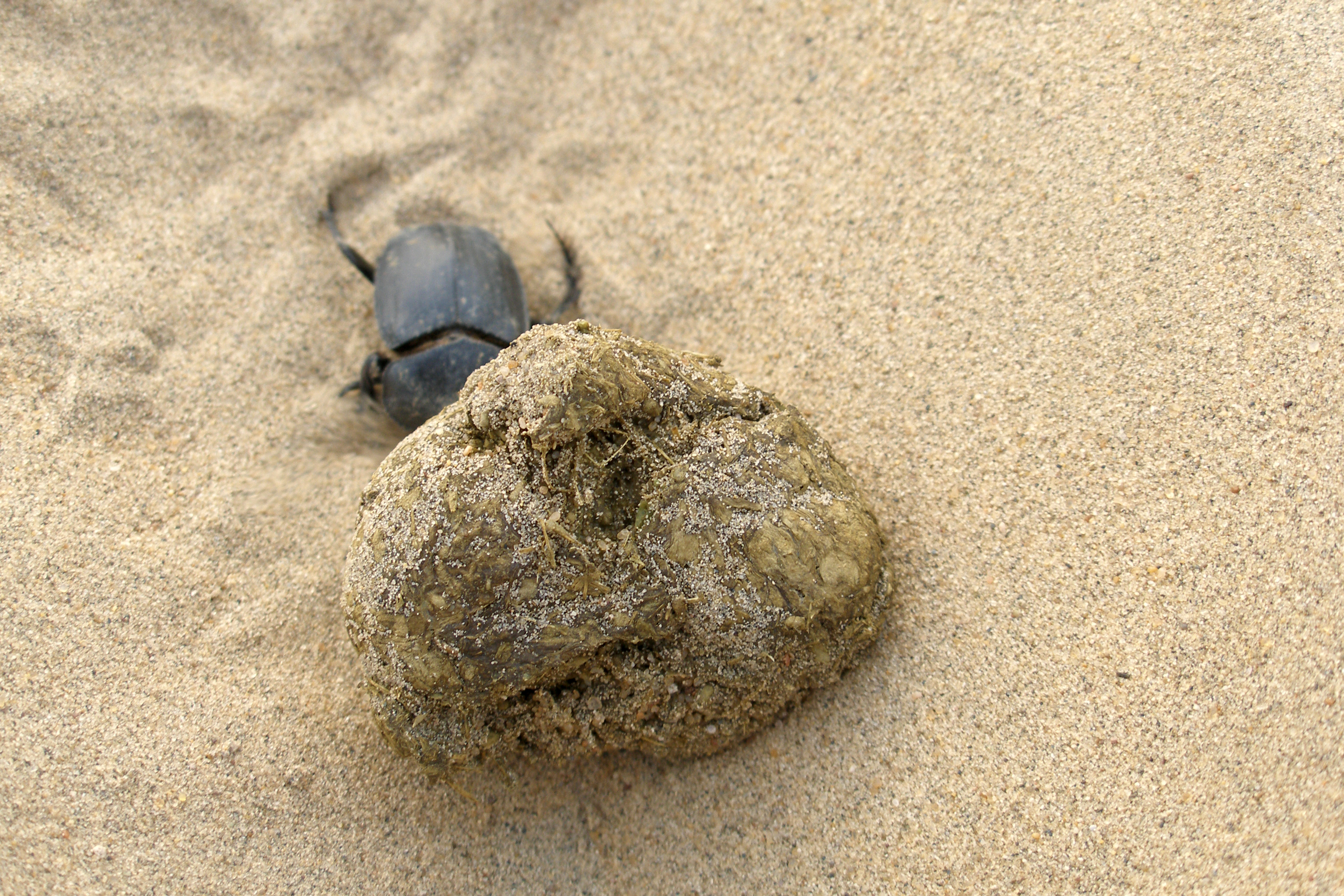
Фауна
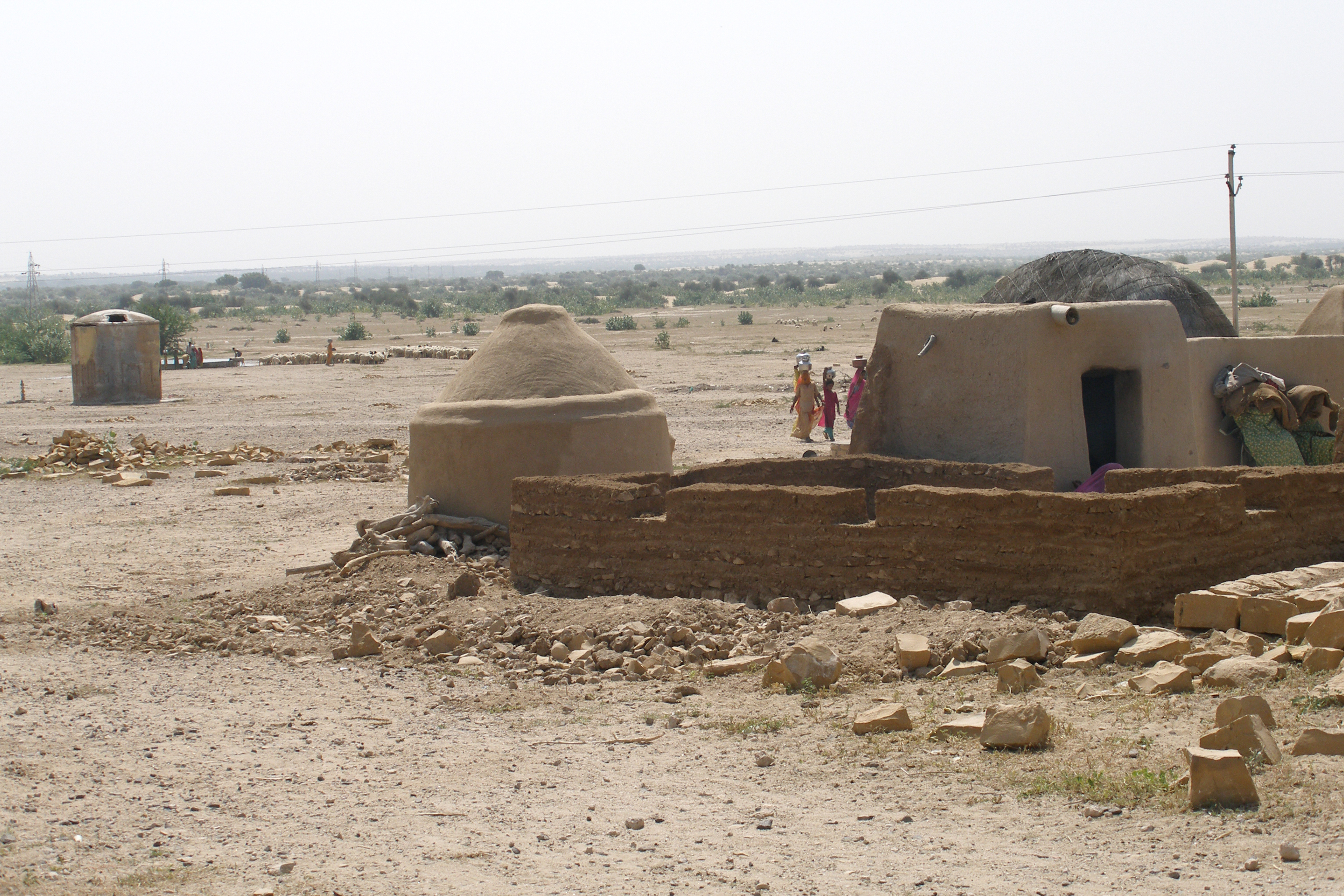
Традиционные дома
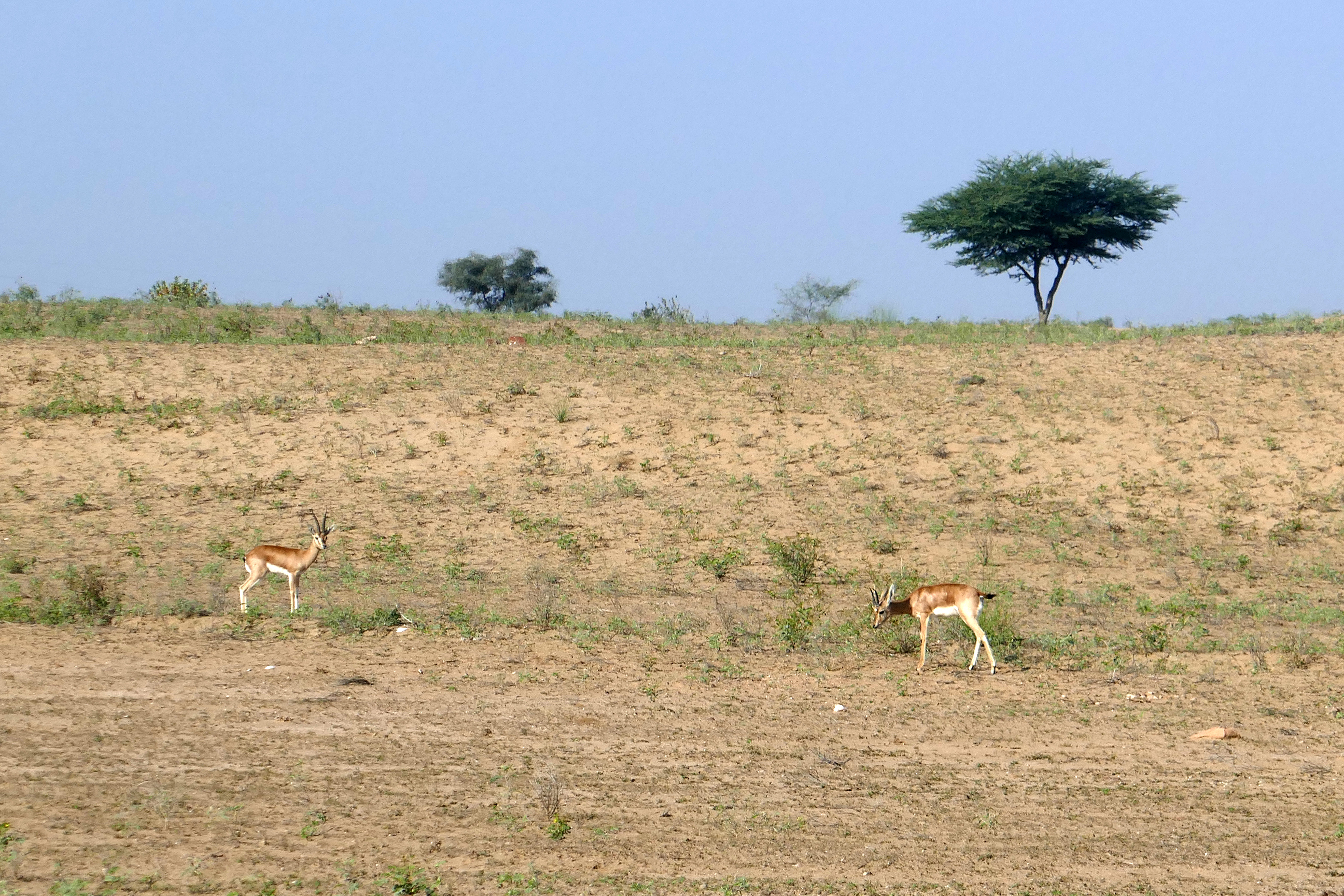
Фауна
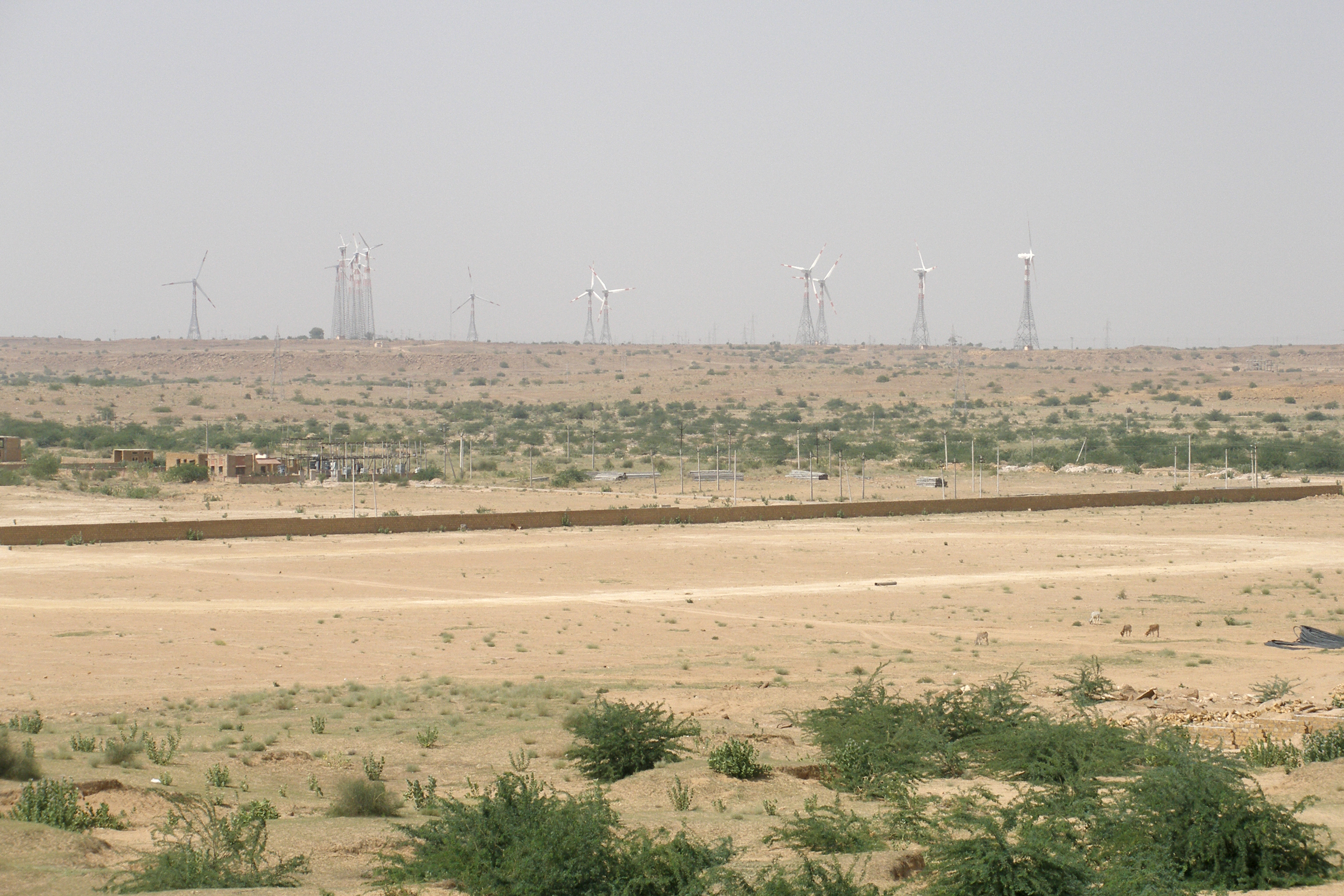
Ветровые установки в окрестностях Джайсалмера

## Достопримечательности
- «Золотая крепость» Джайсалмер
- Цитадель навабов Деравар
- Княжеские дворцы Биканера
- Национальный парк Пустыня[англ.]